# Zakażenie
Zakażenie, infekcja (z łac. infectio) – wtargnięcie do organizmu drobnoustrojów chorobotwórczych i ich następujące namnażanie się. W celu wywołania choroby muszą one pokonać odporność organizmu. Jeżeli wrota zakażenia znajdują się w pobliżu miejsca występowania infekcji, mówi się o zakażeniu miejscowym. Gdy zakażeniu towarzyszą objawy ogólnoustrojowej reakcji zapalnej, taki stan nazywa się sepsą. W następstwie zakażenia organizm wytwarza swoiste przeciwciała.
Rodzaje zakażeń:
- kropelkowe – infekcja wywołane przez zarazki znajdujące się we wdychanym powietrzu
- pokarmowe – zakażenie wywołane przez drobnoustroje chorobotwórcze znajdujące się w pokarmie i wodzie, które dostały się przez układ trawienny
- wszczepienne – np. zakażoną igłą lub strzykawką, podczas ukłucia owadów lub pajęczaków
- weneryczne – przez kontakt seksualny
- przez skórę gł. uszkodzoną[2]
- wewnątrzszpitalne (zakażenie szpitalne) – każde zakażenie związane z pobytem w szpitalu
- podkliniczne (utajone, bezobjawowe) – zakażenie przebiegające bez objawów choroby
- poronne – o łagodnym i krótkotrwałym przebiegu
- miejscowe
- uogólnione (posocznica)
- mieszane – jednocześnie wywołane przez kilka różnych patogenów
- endogenne (samozakażenie, autoinfekcja) – zakażenie wywołane przez florę rezydentną (bytującą w organizmie człowieka); większość z nich to zakażenia oportunistyczne
- nadkażenie (superinfekcja) – ponowne zakażenie tym samym lub innym zarazkiem w czasie trwania leczenia lub rekonwalescencji
- reinfekcja – ponowne zakażenie tym samym patogenem po wyzdrowieniu
- oportunistyczne
- infekcja pierwotna
- infekcja wtórna